# ТА18-200
ТА18-200 — авиационный вспомогательный газотурбинный двигатель разработанный на ОАО НПП «Аэросила», располагающий эквивалентной мощностью 335 кВт.

## Модификации
- ТА-200М
- ТА18-200-70
- ТА18-200-124

## Характеристики
| Обозначение                          | ТА18-200               | ТА18-200М              | ТА18-200-70            | ТА18-200-124           |
| ------------------------------------ | ---------------------- | ---------------------- | ---------------------- | ---------------------- |
| Объект применения                    | Ту-204, Ту-214, Ту-330 | Ту-204СМ               | Ан-70                  | Ан-124-100             |
| Технические характеристики           |                        |                        |                        |                        |
| Расход отбираемого воздуха           | 1,7 кг/с               | 1,7 кг/с               | 1,7 кг/с               | 1,7 кг/с               |
| Давление отбираемого воздуха         | 4,7 кгс/см²            | 4,7 кгс/см²            | 4,7 кгс/см²            | 4,7 кгс/см²            |
| Температура отбираемого воздуха      | 230°С                  | 230°С                  | 230°С                  | 230°С                  |
| Расход топлива                       | 180 кг/ч               | 180 кг/ч               | 170 кг/ч               | 170 кг/ч               |
| Отбор электрической мощности         | 90 кВА                 | 90 кВА                 | 60 кВА                 | 60 кВА                 |
| Эквивалентная мощность               | 353 кВт                | 353 кВт                | 335 кВт                | 335 кВт                |
| Высотность запуска и режимной работы | 9000 м                 | 9000 м                 | 9000 м                 | 9000 м                 |
| Температура окружающей среды         | ±60°С                  | ±60°С                  | ±60°С                  | ±60°С                  |
| Начальный назначенный ресурс         | 2000 ч/4000 запусков   | 2000 ч/4000 запусков   | 2000 ч/4000 запусков   | 2000 ч/4000 запусков   |
| Назначенный ресурс                   | 12000 ч/15000 запусков | 12000 ч/15000 запусков | 12000 ч/15000 запусков | 12000 ч/15000 запусков |
| Масса (без генератора)               | 190 кг                 | 190 кг                 | 190 кг                 | 190 кг                 |
| Габаритные размеры                   | 1375×752×736           | 1400×752×736           | 1386×852×803           | 1402×948×814           |